# 奥三面ダム
奥三面ダム（おくみおもてダム）は、新潟県村上市、三面川本流に建設されたダムである。ダム工学会「平成16年度ダム工学会技術賞」受賞。

## 概要
高さ116.0メートルのアーチ式コンクリートダムであり、三面川流域の洪水防止、流水の正常な機能維持ならびに発電を目的として建設した多目的ダムである。
冬期間は積雪によりダムへの道路が閉鎖されるため、月1回、ヘリコプターでのアクセスにより点検が行われる。

## 沿革
三面川では1953年（昭和28年）に三面ダムが完成していた。1967年（昭和42年）の羽越水害では人的被害はなかったものの沿川は大きな被害を受けたため、これを契機に当ダムの建設計画が始まった。
ダム建設に伴いマタギの里と呼ばれた旧三面集落、さらに縄文時代を中心とした奥三面遺跡群が水没した。旧三面集落跡にはメモリアルパークが作られ、石碑が立っている。なお、三面集落に住んでいた人々は、そのほとんどが村上市松山地区に集団移転したが、移転先で「村上市松山大字三面」として名を残している。
また、これらに関する資料は2005年（平成17年）7月にオープンした「縄文の里・朝日 奥三面歴史交流館」で公開されている。

## 周辺
周辺は磐梯朝日国立公園となっている。